# Robert Luschnik
Robert Luschnik (* 10. Jänner 1967 in Graz) ist ein österreichischer Politiker. Im Dezember 2016 wurde er zum Bundesgeschäftsführer der Grünen gewählt, diese Funktion hatte er bis Ende 2017 inne. Von Mai 2005 bis Jänner 2017 war er Klubgeschäftsführer der Grünen im Parlament. Von Juli 2019 bis August 2023 war er Bundesgeschäftsführer von NEOS. Im März 2025 wurde er Klubdirektor des NEOS-Parlamentsklub.

## Leben
Robert Luschnik wuchs in Graz auf, wo er an der Grazer Universität Rechtswissenschaften studierte. Das Studium schloss er 1994 mit einer Arbeit über Das subjektive Recht auf freien Zugang zu Umweltdaten nach dem Umweltinformationsgesetz als Magister ab. Von 1987 bis 1992 war er mit der Gitarre als Profi-Musiker tätig.
Seit 1994 lebt er in Wien und war für die Grünen tätig. Bis 2001 war er Klubdirektor im Rathausklub der Wiener Grünen. Anschließend übte er diese Funktion bis 2003 erstmals im Parlament aus, nach der Nationalratswahl 2002 war er Teil des Grünen Verhandlungsteams mit der ÖVP. Nach einer Tätigkeit als Klubdirektor im Landtag von Niederösterreich war er ab Mai 2005 als Klubgeschäftsführer der Grünen im Parlament für Parlamentarisches und Finanzen zuständig, neben Doris Schmidauer, die bis Jänner 2018 die Bereiche Personalführung und Klubmanagement verantwortete.
Im Rahmen der Bundespräsidentenwahl 2016 war er als Vorstandsmitglied des Vereines Gemeinsam für Van der Bellen für die rechtlichen Belange der Kampagne zuständig, unter anderem fungierte er als Zustellungsbevollmächtigter für Alexander Van der Bellen und nahm an der Verhandlung des Verfassungsgerichtshofes zur Aufhebung der Stichwahl vom 22. Mai 2016 teil. Für die Bundespräsidentenwahl 2022 war er erneut Zustellungsbevollmächtigter für Alexander Van der Bellen.
Im Dezember 2016 wurde er als Nachfolger von Stefan Wallner vom erweiterten Bundesvorstand der Grünen einstimmig zum Bundesgeschäftsführer der Partei gewählt. Diese Funktion hatte er bis Ende 2017 inne. Im Februar 2018 folgte ihm Angela Stoytchev als Bundesgeschäftsführerin nach. Luschnik wechselte im März 2019 zu den NEOS, wo er mit Juli 2019 Stefan Egger als Bundesgeschäftsführer ablöste.
Von Beate Meinl-Reisinger wurde er nach der Nationalratswahl im Oktober 2019 für ihr Team für Sondierungsgespräche zur Bildung einer Bundesregierung nominiert. Im FC Nationalrat, der Fußballmannschaft des österreichischen Parlaments, spielt er Fußball.
Im Juni 2023 wurde sein Wechsel in die Privatwirtschaft bekannt, Nachfolgerin als Bundesgeschäftsführerin ab dem 1. September 2023 wurde Claudia Jäger. Im März 2025 wurde er als Nachfolger von Armin Hübner vom NEOS-Parlamentsklub zum Klubdirektor gewählt.